# Campionati europei di sollevamento pesi 1896
I Campionati europei di sollevamento pesi 1896, 1ª edizione della manifestazione, si svolsero a Rotterdam il 9 marzo 1896.

## Formula
La formula prevedeva gare di resistenza basate su:
- due alzate di slancio;
- due alzate di distensione;
- due alzate consecutive a oltranza su pesi di circa 70 kg.

## Resoconto
Si disputarono in formato "Open", senza limiti di peso. Vinse il tedesco Hans Beck e al secondo posto si classificò un altro tedesco, Peter Schons. Non si conosce il nome del terzo classificato.

## Risultati
| Evento | Oro       | Oro     | Argento      | Argento | Bronzo | Bronzo |
| ------ | --------- | ------- | ------------ | ------- | ------ | ------ |
| Open   | Hans Beck | 135-130 | Peter Schons | 130-120 | –      | –      |

## Medagliere
| Posiz. | Nazione  | Oro | Argento | Bronzo | Totale |
| ------ | -------- | --- | ------- | ------ | ------ |
| 1      | Germania | 1   | 1       | 0      | 2      |
| Totale | Totale   | 1   | 1       | 0      | 2      |